# Anton Fahrbach
Anton Fahrbach (* 11. Februar 1819 in Wien; † 1. Dezember 1887 ebenda) war Walzerkomponist und Musiker.
Der Bruder von Friedrich Fahrbach, Joseph Fahrbach und Philipp Fahrbach dem Älteren war Flötist am Hofburgtheater bei Johann Strauss Vater und Joseph Lanner. Später leitete er eine Flötenklasse am Konservatorium der Gesellschaft der Musikfreunde in Wien.
Er war auf dem Evangelischen Friedhof Matzleinsdorf in Wien beerdigt. Das Grab wurde bereits aufgelöst.